# Григорян, Армен Багдасарович
Армен Багдасарович Григорян (3 декабря 1985) — российский борец греко-римского стиля, участник Кубка мира в составе сборной России.

## Карьера
В январе 2010 года в Тюмени, одолев в финале Заура Карежева стал победителем Гран-при Ивана Поддубного. В феврале 2010 года в Ереване в составе сборной России принимал участие на Кубке мира, в команде стал четвёртым, а в индивидуальном зачёте занял 10 место. После окончания спортивной карьеры занялся тренерской деятельностью, также работает вице-президентом Федерации по спортивной борьбе Московской области.

## Спортивные результаты
- Чемпионат России по греко-римской борьбе 2009 — 5;
- Гран-при Ивана Поддубного 2010 —
- Кубок мира по борьбе 2010 (команда) — 4;
- Кубок мира по борьбе 2010 — 10;
- Чемпионат России по греко-римской борьбе 2011 — 5;
- Чемпионат России по греко-римской борьбе 2013 — 5;
- Чемпионат России по греко-римской борьбе 2014 — 5;